# 1334
1334 (MCCCXXXIV) fue un año común comenzado en sábado del calendario juliano.

## Acontecimientos
- En Roma, Benedicto XII sucede a Juan XXII como papa.
- 14 de septiembre: en Hebei (China) sucede un terremoto con «muchos muertos».

## Arte y literatura
- (Fecha probable) El infante don Juan Manuel publica Conde Lucanor.

## Nacimientos
- 30 de agosto: Pedro I de Castilla, llamado 'El Cruel', rey castellano (f. 1369).
- Fernando Alfonso de Castilla. Señor de Ledesma, Haro y Béjar e hijo ilegítimo de Alfonso XI de Castilla y de Leonor de Guzmán.

## Fallecimientos
- 12 de septiembre: Safioddín Ardabilí, sheij sufí del noroeste de Irán y fundador epónimo de la tariqa y posterior dinastía Safaví.
- Juan Alfonso de Haro, señor de los Cameros; ejecutado en Agoncillo por orden del rey Alfonso XI el Justiciero.